# كونغرس تشيلبانسينغو

علم الحرب الوطني الوارد في المرسوم الصادر في 14 يوليو 1815 من قبل الكونغرس المكسيكي الأعلى.

كونغرس تشيلبانسينغو (بالإسبانية: Congreso de Chilpancingo)، المعروف أيضًا باسم كونغرس أناهواك، هو أول كونغرس مستقل حل محل جمعية زيتاكوارو، وأعلن رسميًا استقلاله عن التاج الإسباني. تم عقده في تشيلبانسينغو، في ما يعرف اليوم بولاية غيريرو المكسيكية، من سبتمبر 1813 إلى نوفمبر 1813. حيث تم التصديق على أول دستور وطني. تألف الكونغرس من ممثلين عن المقاطعات الخاضعة لسيطرته والمكلف بالنظر في برنامج سياسي واجتماعي حددته وثيقة بعنوان مشاعر الأمة التي عبرت عن مشاعر القومية الكريولية. ووفقًا للمؤرخ د. أ. برادينج، فإن «الوطنية الكريولية، التي بدأت كتعبير عن الهوية الاجتماعية للإسبان الأمريكيين، تحولت إلى أيديولوجية تمرد القومية المكسيكية».
تولى إغناسيو لوبيز رايون قيادة القوات المتبقية لميغيل هيدالغو في سالتيلو بعد تلقيه أنباء عن اعتقاله وفر جنوبًا نحو زيتاكوارو حيث التقي مع خوسيه ماريا موريلوس. استمر لوبيز في تأسيس جمعية زيتاكوارو وأصبح رئيسًا لها مع موريلوس. ضعف السلطة الإدارية وخسارة معركة زيتاكوارو، أدى إلى إنشاء هيئة حكومية جديدة.
في 13 سبتمبر 1813، صادق الكونغرس بحضور موريلوس، على إعلان استقلال المكسيك عن إسبانيا،  وثبت الديانة الكاثوليكية وصاغ دستورًا، وأنشأ الفروع التشريعية والتنفيذية والقضائية للحكومة. أعلن الكونجرس احترام الممتلكات لكنه صادر ممتلكات الإسبان. ألغى العبودية وجميع الفروق الاجتماعية الطبقية والعرقية لصالح لقب «أمريكي» لجميع الأفراد المولودين في البلاد. كما تم إلغاء التعذيب والاحتكارات ونظام الجزية. عُرض على موريلوس لقب القائد العام مع أسلوب الخطاب «صاحب السمو»، لكنه رفض ذلك وطلب أن يُدعى خادم الأمة.
بعد بعض الهزائم العسكرية، اجتمع الكونجرس مرة أخرى في أباتسينجان، وفي 22 أكتوبر أصدر المرسوم الدستوري لحرية أمريكا المكسيكية. أدى هذا إلى إنشاء هيئة تنفيذية ضعيفة وسلطة تشريعية قوية، على عكس ما دعا إليه موريلوس. ومع ذلك، أقر بأنه أفضل ما يمكن أن يأمل فيه في ظل هذه الظروف.
في 6 نوفمبر، وقع النواب في الكونغرس على أول وثيقة قانونية يتم فيها إعلان فصل إسبانيا الجديدة فيما يتعلق بالحكم الإسباني. هذه الوثيقة هي القانون الرسمي لإعلان استقلال أمريكا الشمالية.

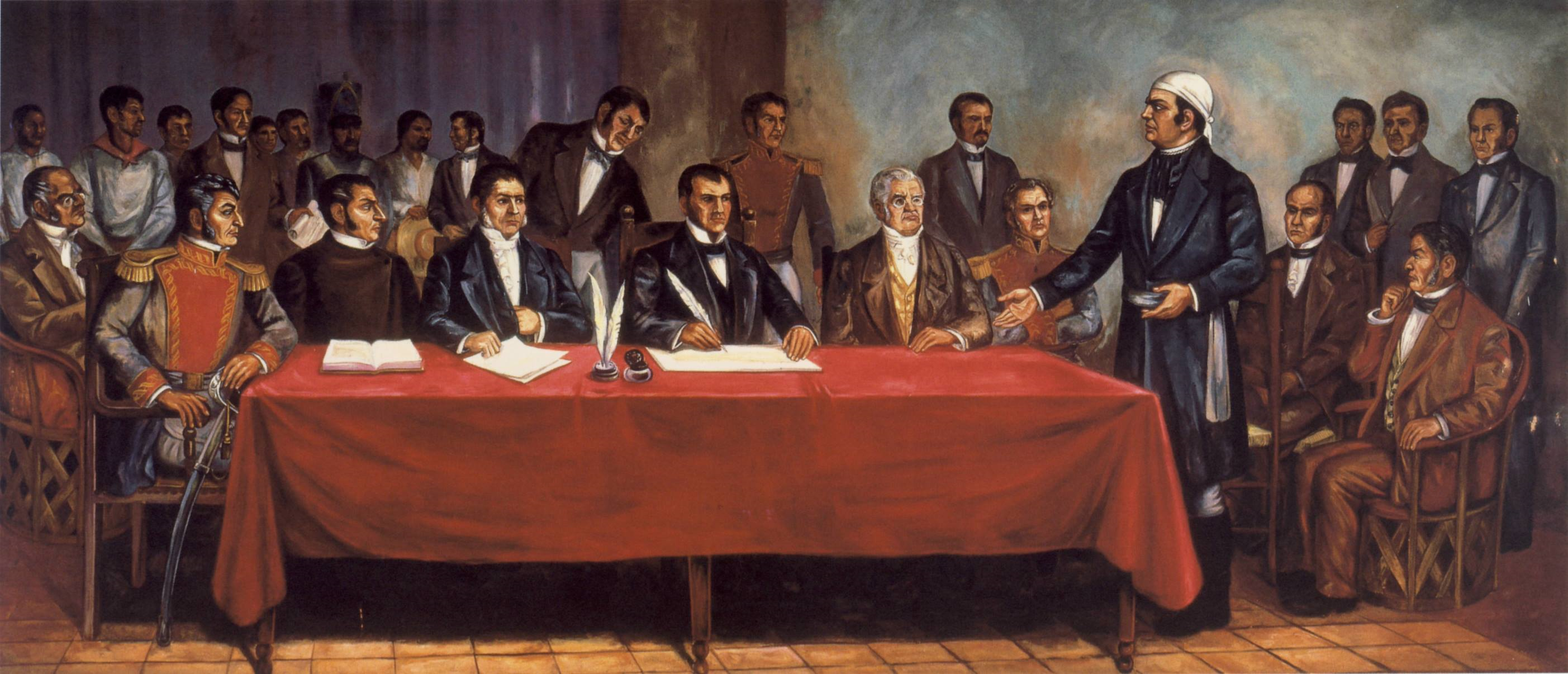
كونغرس تشيلبانسينغو يوم كتابة القانون الرسمي لإعلان استقلال أمريكا الشمالية.